# Сангвинито (Беневенто)
Сангвинито је насеље у Италији у округу Беневенто, региону Кампанија.
Према процени из 2011. у насељу је живело 141 становника. Насеље се налази на надморској висини од 61 м.